# Парк Скульптур Лаонго

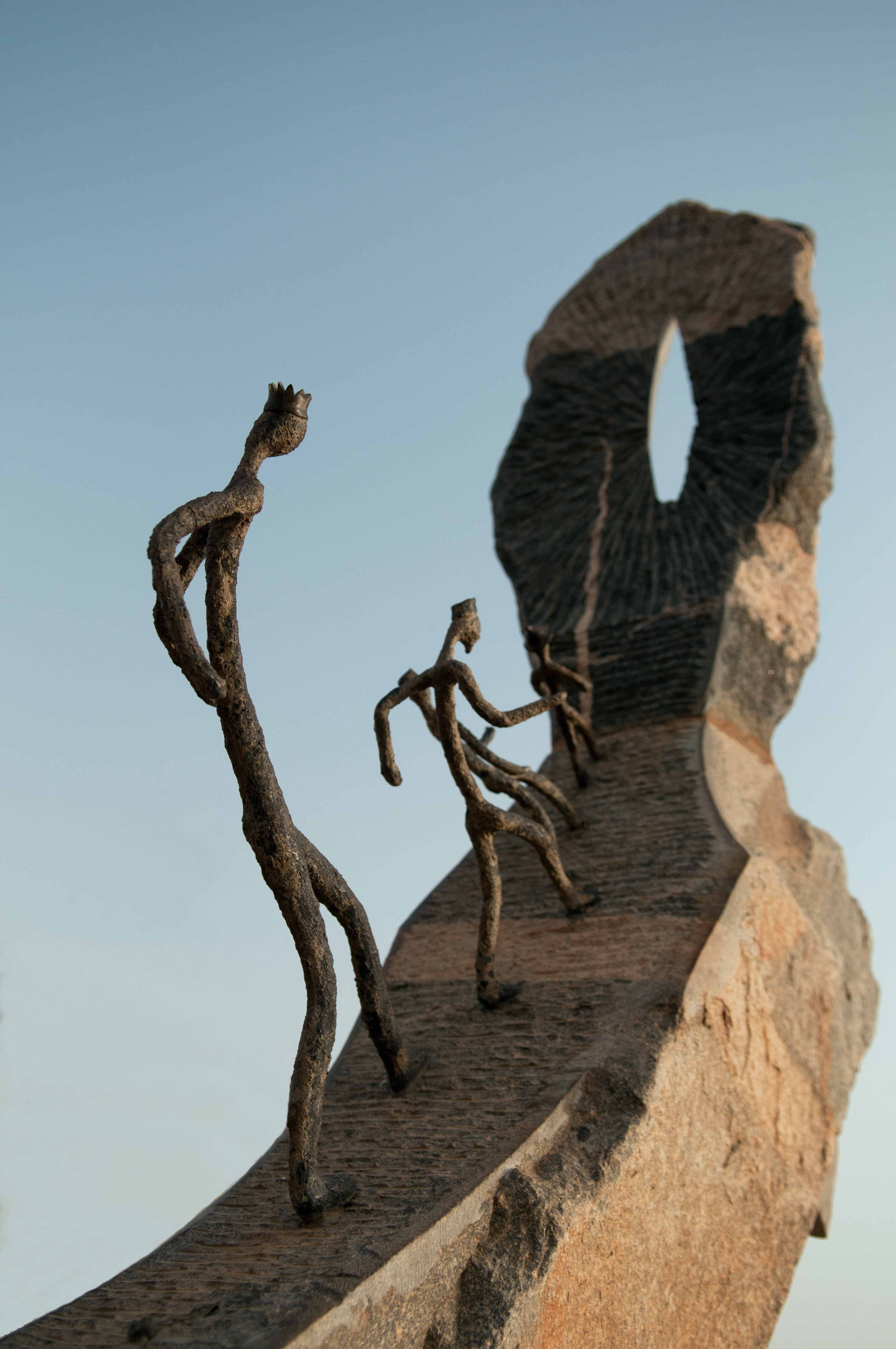

Скульптуры Лаонго (фр. Sculptures de Laongo) — парк скульптур в Буркина-Фасо.
Парк скульптур Лаонго находится на территории провинции Убритенга области Центральное Плато. Был создан в 1989 году по инициативе буркинийского скульптора Сирики Ки на организованном им первом симпозиуме буркинийских и зарубежных скульпторов. Первоначально скульптуры из гранита находились под открытым небом и в открытом пространстве, между городами Зиниари и Будтенга, близ деревни Лаонга (откуда и название). После последующих симпозиумом скульпторов количество экспонатов увеличивалось, территория парка была расширена, обнесена стеной, и за посещение парка стала взиматься плата.
Среди прочих в парке скульптур Лаонга можно увидеть работы таких африканских мастеров, как Жан-Люк Бамбара, Ги Компаоре, Клод Кабре.